# Шузель
Шюзель (фр. Chuzelles) — коммуна во Франции, находится в регионе Рона — Альпы. Департамент коммуны — Изер. Входит в состав кантона Вьен-1. Округ коммуны — Вьенн.
Код INSEE коммуны — 38110. Население коммуны на 2012 год составляло 2025 человек. Населённый пункт находится на высоте от 165  до 361  метров над уровнем моря. Муниципалитет расположен на расстоянии около 410 км юго-восточнее Парижа, 20 км южнее Лиона, 80 км северо-западнее Гренобля. Мэр коммуны — Mme Marielle Morel, мандат действует на протяжении 2014—2020 гг.
Динамика населения (INSEE):